# André-François Marescotti
André-François Marescotti (* 30. April 1902 in Carouge/Kanton Genf; † 18. Mai 1995 in Genf) war ein Schweizer Komponist, Organist, Chorleiter und Musikpädagoge.

## Leben
André-François Marescotti studierte technisches Zeichnen am Technikum Winterthur. Er gab diesen Beruf bald auf, um sich der Musik zu widmen. Er begann seine musikalische Ausbildung am Genfer Konservatorium bei Alexandre Mottu (Klavier), William Montillet (Orgel) und Charles Chaix (Harmonielehre, Kontrapunkt und Komposition) und studierte dann in Paris Komposition bei Jean Roger-Ducasse. 
Er stand als Komponist zunächst in der Tradition von Emmanuel Chabrier und Maurice Ravel und wandte sich in der Zeit nach dem Zweiten Weltkrieg der Zwölftontechnik zu, verzichtete aber auf deren strenge und serielle Anwendung und passte sie seiner eigenen Tonsprache an. 1963 wurde er mit dem Kompositionspreis der Stadt Genf ausgezeichnet. Für sein Gesamtwerk wurde er mit dem Kompositionspreis des Schweizerischen Tonkünstlervereins geehrt.
Im Jahr 1921 wurde Marescotti Organist in Compesières. Ab 1924 wirkte er als Chorleiter an der Kirche Sacré-Cœur in Genf, ab 1940 an der Kirche Saint-Joseph. Ausserdem war er Musikmanager am Genfer Théâtre de la Comédie. Ab 1931 war er Professor für Klavier, Pädagogik, Komposition und Orchestrierung am Genfer Konservatorium. Zu seinen Schülern zählten Jean Balissat, Pierre Mariétan und André Zumbach.
1941 gehörte Marescotti zu den Gründungsmitgliedern der Schweizer Urheberrechtsgesellschaft SUISA, deren Vorstand er bis 1979 angehörte. Von 1955 bis 1964 war er auch Vorstandsmitglied des Schweizerischen Tonkünstlervereins (Association des musiciens Suisses). Auf seine Initiative wurde beim Concours international d’exécution musicale de Genève (heute: Concours de Genève), dessen Vizepräsident er war, der Prix de composition Reine Marie-José gestiftet. Als Ehrenpräsident war er der Fédération des Concours internationaux de musique verbunden. Als Juror wirkte er an internationalen Klavier- und Violinwettbewerben mit. Zur Förderung junger begabter Musiker gründete er 1975 die Fondation Marescotti.